# جمهورية كوريا الشعبية
جمهورية كوريا الشعبية (PRK) هي حكومة مؤقتة نظمت في وقت استسلام الإمبراطورية اليابانية في نهاية الحرب العالمية الثانية. تم الإعلان عنها في 12 سبتمبر 1945 بعد تقسيم كوريا إلى منطقتين محتليتين، من الاتحاد السوفييتي في الشمال، والولايات المتحدة في الجنوب.
واستنادا إلى شبكة من اللجان الشعبية، قدمت برنامجًا للتغيير الاجتماعي الراديكالي. لكن حكومة الجيش العسكري الأمريكي في كوريا منعت جمهورية كوريا الشعبية الديمقراطية في الجنوب في 12 ديسمبر 1945 (بعد أربعة أشهر من إنشاءها)، بينما في الشمال، اختارت السلطات السوفييتية اللجان في هيكل جمهورية كوريا الديمقراطية الشعبية الناشئة (كوريا الشمالية حاليا).

## التاريخ
بعد انتهاء الاحتلال طلبت السلطات الاستعمارية اليابانية إنشاء حكومة لضمان سلامة الأشخاص والممتلكات. وتحت قيادة ليوه وون هيونغ، شكلت حديثا لجنة التحضير للاستقلال الكوري (CPKI) لجانا شعبية في جميع أنحاء البلاد لتنسيق الانتقال إلى الاستقلال. في 28 أغسطس 1945، أعلنت اللجنة أنها ستعمل كحكومة وطنية مؤقتة في كوريا.:p.64
في 12 سبتمبر من نفس السنة، التقى نشطاء اللجنة في سول وأقاموا حزب العمل الشعبي.
في الرابع عشر من سبتمبر قدم حزب العمل الشعبي الكوري برنامجه الذي ضم أربعة وعشرون نقطة. وقد شمل البرنامج التالي :
| - "مصادرة الأراضي التي يملكها اليابانيون والمتعاونون دون تعويض - توزيع هذه الأراضي على الفلاحين - حدود الإيجار على الأراضي غير الموزعة - تأميم الصناعات الرئيسية مثل التعدين والمواصلات، المصارف والاتصالات - إشراف الدولة على الشركات الصغيرة ومتوسطة الحجم - ضمان حقوق الإنسان والحريات الأساسية، بما في ذلك حرية التعبير، حرية الصحافة، حرية التجمع وحرية الاعتقاد | - الاقتراع العام للبالغين فوق سن الثامنة عشرة - المساواة للمرأة - إصلاح قانون العمل بما في ذلك ثمان ساعات في اليوم، والحد الأدنى للأجور، وحظر عمل الأطفال - "إقامة علاقات وثيقة مع الولايات المتحدة، اتحاد الجمهوريات الاشتراكية السوفياتية، إنجلترا، الصين، ومعارضة إيجابية لأية تأثيرات أجنبية تتدخل في الشؤون الداخلية للدولة.":ص.65–6:ص.88 |

### التنمية في الشمال
عندما دخلت القوات السوفياتية بيونغ يانغ في 24 أغسطس 1945، وجدوا لجنة شعبية محلية أنشئت هناك، بقيادة الوطني المسيحي المخضرم تشو مان سيك.:ص.54–57 وعلى عكس نظرائهم الأمريكيين، اعترفت السلطات السوفياتية بها وعملت مع اللجان الشعبية :ص.105–107:ص.227–228 وفقا لبعض الشهادات، كان تشو مان سيك الخيار الأول للحكومة السوفيتية لحكم كوريا الشمالية.:ص.12:ص.23
في مؤتمر موسكو بتاريخ ديسمبر عام 1945، قبل الاتحاد السوفييتي اقتراحًا من الولايات المتحدة بتكليف كوريا بالوصاية لمدة قد تصل إلى خمس سنوات بهدف الحصول على الاستقلال.
فطلب معظم الكوريين على الفور استقلالهم، لكن كيم والشيوعيين الآخرين دعموا الوصاية تحت ضغط من الحكومة السوفييتية. عارض تشو مان سيك الاقتراح في اجتماع عام عقد في 4 يناير 1946 فتم وضعه تحت الإقامة الجبرية.:ص.59:ص.187–190 في 8 فبراير 1946، أعيد تنظيم اللجان الشعبية إلى اللجان الشعبية المؤقتة التي يهيمن عليها الشيوعيون.:ص.60 وقدم النظام الجديد سياسات شعبية لإعادة توزيع الأراضي وتأميم الصناعة وإصلاح قانون العمل ومساواة المرأة.:ص.107 وفي الوقت نفسه، أعيد تشكيل الجماعات الشيوعية الحالية كحزب العمال الكوري تحت قيادة كيم ايل سونغ.:ص.148
بعد فشل مفاوضات التوحيد، أعلنت جمهورية كوريا الديمقراطية الشعبية في 9 سبتمبر 1948، مع كيم إيل سونغ رئيسًا للوزراء.:ص.60–61

### التنمية في الجنوب
بعد النزوح الأمريكي في سبتمبر 1945، سيطرت حكومة الجيش العسكري الأمريكي في كوريا على جنوب شبه جزيرة كوريا على امتداد خط عرض 38.
ورفض الجنرال ملازم جون ر. هودج الحاكم العسكري الاعتراف بجمهورية كوريا الشعبية أو اللجان الشعبية، وقام بحظرها في 12 ديسمبر.:ص.57 مصرحا لاحقا «"كانت إحدى مهماتنا هي تحطيم هذه الحكومة الشيوعية"». ".:ص.202 في 19 يوليو 1947، اغتيل ليوه وون هيونغ على يد كوري يميني.:ص.65
ظلت بعض الوحدات المحلية في جمهورية الصين الشعبية نشطة في منطقة جولا وخاصة في جزيرة جيجو، حيث ساهم وجودها جنبا إلى جنب مع عصابات الشباب المناهضة للشيوعية، في التوترات التي خرجت في الأحداث المعروفة باسم انتفاضة جيجو في 1948-1949.:ص.221

### التطورات على مستوى البلاد
شهدت أوائل نوفمبر تأسيس المجلس الوطني لنقابات العمال الكورية (NCKLU) وتأييدها لـ حزب العمل الشعبي الكوري وبرنامجه. وشهد شهر ديسمبر إنشاء الرابطة الوطنية لنقابات الفلاحين، ورابطة الشباب الديمقراطي الكوري، ورابطة المرأة، ودعمهم لجمهورية كوريا الشعبية الديمقراطية.:ص.75